# Diócesis de Ica
La diócesis del Ica (en latín: Dioecesis Icensis) es una circunscripción eclesiástica de la Iglesia católica en Perú. Se trata de una diócesis latina, sufragánea de la arquidiócesis de Lima. Desde el 31 de octubre de 2007 su obispo es Héctor Eduardo Vera Colona.

## Territorio y organización
La diócesis tiene 21 251 km² y extiende su jurisdicción sobre los fieles católicos de rito latino residentes en el departamento de Ica.
La sede de la diócesis se encuentra en la ciudad del Ica, en donde se halla la Catedral de San Jerónimo.
En 2021 en la diócesis existían 38 parroquias:
En la provincia de Ica
- Parroquia Nuestra Señora de las Nieves de La Tinguiña
- Parroquia Nuestra Señora del Tránsito de Los Aquijes
- Parroquia San José de los Molinos.
- Parroquia Nuestra Señora de Guadalupe de Salas-Guadalupe
- Parroquia Santiago de Luren
- Parroquia Santo Domingo de Guzmán
- Parroquia El Sagrario de la Catedral
- Parroquia San Jerónimo de Jesús María
- Parroquia Nuestra Señora de la Medalla Milagrosa
- Parroquia San Francisco de Asís
- Parroquia Nuestra Señora de Fátima de Acomayo
- Parroquia Sagrado Corazón de María
- Parroquia Santiago Apóstol del distrito de Santiago
- Parroquia Sagrada Familia de San Isidro
- Parroquia Santísimo Sacramento de Tate
- Parroquia Santísimo Sacramento de Pachacútec
- Parroquia Nuestra Señora del Carmen de Pueblo Nuevo
- Parroquia Santa María de Parcona
- Parroquia San José Obrero de San Joaquín
- Parroquia Nuestra Señora del Carmen de Subtanjalla
- Parroquia San Juan Bautista

En la provincia de Pisco
- Parroquia San Clemente
- Parroquia San Vicente de Paúl de Tupac Amaru Inca
- Parroquia San Francisco de Asís de Pisco Playa
- Parroquia San Andrés Apóstol de San Andrés
- Parroquia San Martín de Porres de San Clemente

En la provincia de Chincha
- Parroquia Santo Domingo de Guzmán
- Parroquia Nuestra Señora de Fátima
- Parroquia Virgen de la Medalla Milagrosa
- Parroquia San Pedro de Grocio Prado
- Parroquia Cristo Rey de Pueblo Nuevo
- Parroquia Nuestra Señora de Guadalupe de Sunampe
- Parroquia Santiago Apóstol de Chincha Baja
- Parroquia Nuestra Señora del Carmen

En la provincia de Palpa
- Parroquia San Cristóbal
- Parroquia San Juan Bautista

En la provincia de Nasca
- Parroquia Santiago Apóstol
- Parroquia San Juan Bautista
- Parroquia Nuestra Señora de Fátima

Santuarios
- Santuario del Señor de Luren
- Santuario de Nuestra Señora del Rosario de Yauca

Seminario Mayor San Martín de Porres, en Ica.

## Historia

### Antecedentes eclesiásticos

#### En la época virreinal
En relación con hechos acontecidos que inspiren una apreciación religiosa en la comunidad, se relata los que refieren a la iglesia de El Carmen del pueblo homónimo (Chincha), fundada aproximadamente en 1761, cuya descripción esta relacionada con la cultura afroperuana, quienes denominaban a la advocación como "La Peoncita", cuya fiesta se celebra, particularmente, el 27 de diciembre, y que, según la tradición oral, por los años de fundación del templo, un transeúnte de la hacienda "San José" vio a una mujer que iba por acequia llena de agua, y que el agua se abría para darle paso, luego desapareció, y en otro día, el transeúnte, regresó al lugar y encontró la imagen de la Virgen, quien era la mujer, en una capilla cercana; otra versión de la tradición, dice que la imagen estaba en una capilla lejana, y que siempre se escapaba a las lagunas, incluso, pese a que la amarraban con cadenas a un grillete, y con el tiempo, mudaron el templo al lugar donde se encuentra a la fecha, que era una laguna. 
En 1776, en la Tinguiña, llegó la imagen de la Virgen de las Nieves, traída desde España, motivando, en consecuencia, que se construyese una capilla, un beaterio y un cementerio.
En 1784, en Pisco, se construye el templo "María Magdalena", que pasaría a denominarse luego "Belén".

#### En la época republicana
Con relación a hechos suscitados que inspiren una apreciación religiosa en la comunidad, en el año 1835, se relata que una nave venida de España, fue a parar a las playas de Pisco, trayendo un cajón, en cuyo interior, los pobladores encontraron una imagen de Cristo, a quien nombraron, por la expresión de su rostro, "Señor de la Agonía".
Para el año 1863,el territorio pertenecía a la jurisdicción del arzobispado de Lima, comprendiendo los 8 curatos de la Provincia de Ica y Partido de Pisco (San Jerónimo, Yanaconas, Luren, San Juan, Palpa, Nasca, Pisco, Chunchanga); y 2 curatos de la Provincia de Cañete (Chincha Alta y Chincha Baja); para ese año, el número del clero ascendía de la provincia de Ica ascendía a 24 presbíteros, y de entre ellos, los curas propios respectivos serían los siguientes:
| Curato                | Cura                                                                    | Provincia | Conventos supresos                                                    | Cuerpos religiosos |
| --------------------- | ----------------------------------------------------------------------- | --------- | --------------------------------------------------------------------- | --- |
| Chincha Alta          | Manuel I. Pelaes, interino                                              | Cañete    | No hay                                                                | No hay |
| Chincha Baja          | Manuel Loyola, vicario judicial eclesiástico de la provincia de Cañete  | Cañete    | Convento "S. Domingo de Chincha Baja", a cargo de fray Manuel Garcia  | No hay |
| "San Juan" de Ica     | Mariano L. Garcia, vicario judicial eclesiástico de la provincia de Ica | Ica       | Hospital "S. Juan de Dios de Ica", a cargo del capellán José Palacios | Convento "S. Antonio de Ica" a cargo del Guardián Presidente fray Manuel Chiville, y el Beaterio "Tinguiña"                             |
| "San Jerónimo" de Ica | Manuel Palacios, interino                                               | Ica       | Convento "La Merced", que sirve de parroquia matriz                   | Convento "San Agustín de Ica", a cargo del Prior fray Santiago Rojas, y el Beaterio "S. Maria de Cervellon", a cargo del capellán Marin |
| Luren                 | Anselmo Peña, interino                                                  | Ica       | No hay                                                                | No hay |
| Yanaconas             | Nicolas Gomez, interino                                                 | Ica       | No hay                                                                | No hay |
| Palpa                 | Manuel Tovar                                                            | Ica       | No hay                                                                | No hay |
| Nasca                 | Juan José Polo, y como encargado de doctrina, José M. Parra             | Ica       | Convento "S. Agustín de Nasca", a cargo del capellán Fray F. Gomez    | No hay |
| Pisco                 | Pedro P. Guzman, interino                                               | Ica       | Hospital "S. Juan de Dios de Pisco"                                   | No hay |
| Chunchanga            | Antonio Novoa                                                           | Ica       | No hay                                                                | No hay |

Con relación a hechos acontecidos que inspiren una apreciación religiosa en la comunidad, respecto a estos años, se describe que por la Guerra del Pacífico, los chilenos llegaron a El Carmen, que hoy en día está integrado en el distrito de El Carmen, pretendiendo sustraer la imagen de la Virgen. Entonces, en un día oscuro desapareció la imagen, luego, se reflejó una luz y se escuchó una voz que decía "No me busquen, porque yo estoy en un lugar muy hermoso al lado de la montaña", ocasionando, después, que los pobladores se dirijan a ese lugar, encontrando la imagen entre dos piedras juntas que forman un pequeño túnel; el sitio sería denominado "Piedra Virgen", y sería un destino de peregrinación hasta la fecha. 
En relación con la tradición religiosa del "Señor de la Agonía"; en 1916 se inicia los cultos y las devociones a la imagen, en 1917, se inicia la primera procesión, alcanzando a durar unas 5 horas, en 1939, se restaura por vez primera la imagen. 
El 16 de marzo de 1928, a través de un decreto del arzobispo Emilio Lisson, se erigió la parroquia "Nuestra Señora del Carmen", separándola de la parroquia "Santiago Apóstol" de Chincha Baja.
Aproximadamente, en el año 1945, sobre la antigua capilla de "Nuestra Señora de las Nieves" de Tinguiña, se construyó la iglesia de nombre homónimo. 

### Iglesia diocesana de Ica
La diócesis fue erigida el 10 de agosto de 1946 con la bula Ad maiora christifidelium del papa Pío XII, obteniendo el territorio de la arquidiócesis de Lima.
El 10 de enero de 1948, con la bula Cathedralia Capitula del papa Pío XII, se erigió el cabildo catedralicio.
Continuando con la historia del "Señor de la Agonía"; en 1946, se da a conocer una curación milagrosa realizada al hijo de un comerciante de Pisco, acontecido en la Clínica Lozada de Lima, en 1949, el maestro Armando Penagos, escribe la canción "La Marcha Fúnebre", hoy denominada "Himno al Señor de la Agonía", y en 1952, se inicia la construcción del nuevo altar y demás espacios, terminando los trabajos en 1954.
El 24 de septiembre de 1957, el obispo Francisco Rubén Berroa y Bernedo, erigió la parroquia "Nuestra Señora de Fátima", en Chicha Alta, a través de un Decreto, a instancias de los oblatos de María Inmaculada (conocidos por sus siglas O.M.I.), precisamente, del presbítero Ovila Meunier, O.M.I, quien sería el primer oblato en llegar al Perú, en respuesta a la invitación de la hermana Juana de Arco M.N.D.A. Se acota que, en un principio, le ofrecierón la única parroquia de Chincha, pero no la aceptó, más, le concedieron una parte del territorio de esta, creándose así, como se describió antes, esta parroquia, que sería el primer foco de irradiación de presencia O.M.I, y que en palabras del presbítero Meunier: "Ella se establece en las mejores costumbres de la congregación".Con el paso del tiempo, siguiendo su carisma, los oblatos entregaron esta parroquia, asumiendo, hasta la fecha, la que sería la parroquia "Cristo Rey" en Pueblo Nuevo.
El 22 de enero de 1960 se funda la primera cuadrilla de "Cargadores de la Hermandad del Señor de la Agonía", luego, en octubre de 1968, se terminan de pintar los murales de la cúpula del "Señor de la Agonía", realizada por Gilberto Paz.
En 1963, se encargó la parroquia "Santiago Apóstol" en Chincha Baja, a los oblatos de María Inmaculada.
A partir de 1978, a solicitud del obispo Guido Breña López O.P., en la parroquia "San Cristóbal" en Palpa, se establecieron los frailes capuchinos de la Provincia Suiza Capuchina, extendiéndose su misión a la geografía del lugar.  
El 11 de abril de 1982, el obispo Guido Breña López O.P., erigió la parroquia "Cristo Rey" en Pueblo Nuevo (Chincha), a través de un Decreto, también, a instancias de los oblatos de María Inmaculada; luego, culminada la construcción del templo parroquial, fue bendecido por el anterior obispo. En los inicios de esta parroquia, la encargatura la poseyó el presbítero oblato José Devlin Breslin O.M.I, y posteriormente, a pedido de esta comunidad parroquial, a partir de 1987, los oblatos de María Inmaculada se instalaron en la parroquia hasta la fecha.
En 1982, el Concejo Provincial de Pisco declara al "Señor de la Agonía" como patrón de la ciudad de Pisco, y en 1990, fue restaurada por segunda ocasión.

## Estadísticas
Según el Anuario Pontificio 2022 la diócesis tenía a fines de 2021 un total de 854 800 fieles bautizados.
| Año                                                                             | Población | Población | Población      | Sacerdotes | Sacerdotes | Sacerdotes | Católicos por sacerdote | Diáconos permanentes | Religiosos | Religiosos | Parroquias y cuasiparroquias |
| Año                                                                             | Católicos | Total     | % de católicos | Total      | Diocesanos | Regulares  | Católicos por sacerdote | Diáconos permanentes | Masculinos | Femeninos  | Parroquias y cuasiparroquias |
| ------------------------------------------------------------------------------- | --------- | --------- | -------------- | ---------- | ---------- | ---------- | ----------------------- | -------------------- | ---------- | ---------- | ---------------------------- |
| 1950                                                                            | 143 102   | 144 547   | 99.0           | 19         | 14         | 5          | 7531                    |                      | 9          | 9          | 17                           |
| 1966                                                                            | 300 000   | 302 500   | 99.2           | 57         | 27         | 30         | 5263                    |                      | 4          | 79         | ?                            |
| 1970                                                                            | 320 000   | 324 734   | 98.5           | 46         | 30         | 16         | 6956                    |                      | 19         | 71         | 26                           |
| 1976                                                                            | 372 020   | 380 000   | 97.9           | 57         | 22         | 35         | 6526                    |                      | 40         | 70         | 29                           |
| 1980                                                                            | 412 000   | 432 000   | 95.4           | 53         | 22         | 31         | 7773                    |                      | 36         | 70         | 30                           |
| 1990                                                                            | 594 000   | 620 000   | 95.8           | 51         | 24         | 27         | 11 647                  |                      | 40         | 91         | 33                           |
| 1999                                                                            | 722 000   | 753 000   | 95.9           | 49         | 21         | 28         | 14 734                  |                      | 34         | 96         | 35                           |
| 2000                                                                            | 735 000   | 766 000   | 96.0           | 46         | 19         | 27         | 15 978                  |                      | 33         | 98         | 35                           |
| 2001                                                                            | 686 000   | 715 000   | 95.9           | 46         | 18         | 28         | 14 913                  |                      | 34         | 87         | 35                           |
| 2002                                                                            | 715 000   | 725 000   | 98.6           | 46         | 16         | 30         | 15 543                  |                      | 37         | 92         | 35                           |
| 2003                                                                            | 715 000   | 725 000   | 98.6           | 50         | 17         | 33         | 14 300                  |                      | 40         | 93         | 35                           |
| 2004                                                                            | 720 000   | 730 000   | 98.6           | 51         | 17         | 34         | 14 117                  |                      | 47         | 93         | 35                           |
| 2006                                                                            | 735 000   | 745 000   | 98.7           | 49         | 16         | 33         | 15 000                  |                      | 50         | 82         | 35                           |
| 2013                                                                            | 802 000   | 813 000   | 98.6           | 52         | 22         | 30         | 15 423                  |                      | 36         | 115        | 35                           |
| 2016                                                                            | 828 995   | 840 115   | 98.7           | 48         | 21         | 27         | 17 270                  |                      | 34         | 100        | 35                           |
| 2019                                                                            | 855 780   | 868 000   | 98.6           | 77         | 18         | 59         | 11 114                  |                      | 64         | 99         | 37                           |
| 2021                                                                            | 854 800   | 867 825   | 98.5           | 49         | 21         | 28         | 17 444                  |                      | 32         | 77         | 38                           |
| Fuente: Catholic-Hierarchy, que a su vez toma los datos del Anuario Pontificio. |           |           |                |            |            |            |                         |                      |            |            |                              |

## Episcopologio
- Francisco Rubén Berroa y Bernedo † (23 de noviembre de 1946-12 de julio de 1958 falleció)
- Alberto Maria Dettmann y Aragón, O.P. † (6 de febrero de 1959-5 de octubre de 1973 renunció)
- Guido Breña López, O.P. † (5 de octubre de 1973-31 de octubre de 2007 retirado)
- Héctor Eduardo Vera Colona, desde el 31 de octubre de 2007